# Ahmet Örken
Ahmet Örken (Çumra, 12 maart 1993) is een Turks weg- en baanwielrenner die sinds 2023 uitkomt voor Spor Toto Cycling Team. Tussen 2012 en 2017 reed hij voor het Turkse Torku Şekerspor.

## Carrière
In 2016 nam Örken deel aan de wegwedstrijd op de Olympische Spelen in Rio de Janeiro, maar reed deze niet uit. Vier dagen later eindigde hij op plek 34 in de tijdrit.
Hij werd tien keer nationaal kampioen tijdrijden.

## Overwinningen
2009
 Turks kampioen tijdrijden, Nieuwelingen
 Turks kampioen op de weg, Nieuwelingen
 Balkanees kampioen tijdrijden, Nieuwelingen
 Balkanees kampioen op de weg, Nieuwelingen
2010
 Turks kampioen tijdrijden, Junioren
 Turks kampioen op de weg, Junioren
2011
 Europees kampioen omnium, Junioren
2013
6e etappe Ronde van Marokko
4e en 6e etappe Ronde van Servië
2014
 Turks kampioen tijdrijden, Elite
9e etappe Ronde van het Qinghaimeer
2015
2e etappe Ronde van Marokko
3e etappe Ronde van de Zwarte Zee
Bergklassement Ronde van Ankara
 Turks kampioen tijdrijden, Elite
 Turks kampioen tijdrijden, Beloften
Proloog, 2e en 3e etappe Ronde van Mevlana
Eind- en puntenklassement Ronde van Mevlana
Proloog en 1e etappe Ronde van Aegean
Eindklassement Ronde van Aegean
2016
 Turks kampioen tijdrijden, Elite
2017
GP Al Massira
4e en 10e etappe Ronde van het Qinghaimeer
2018
Proloog en 4e etappe Ronde van Mevlana
 Turks kampioen tijdrijden, Elite
1e etappe Ronde van Cappadocië
Bergklassement Ronde van Cappadocië
2019
4e etappe Ronde van Mesopotamië
Puntenklassement Ronde van Mesopotamië
 Turks kampioen tijdrijden, Elite
 Turks kampioen op de weg, Elite
1e etappe Ronde van centraal Anatolië
Eindklassement Ronde van centraal Anatolië
3e etappe Ronde van Mevlana
Fatih Sultan Mehmet Kirklareli Race
2021
 Turks kampioen tijdrijden, Elite
2022
 Turks kampioen tijdrijden, Elite
2023
1e etappe 100th Anniversary Tour of The Republic
Puntenklassement 100th Anniversary Tour of The Republic
 Turks kampioen tijdrijden, Elite
2024
 Turks kampioen tijdrijden, Elite
7e etappe Ronde van het Qinghaimeer

## Ploegen
- 2012 –  Konya Torku Şeker Spor
- 2013 –  Torku Şekerspor
- 2014 –  Torku Şekerspor
- 2015 –  Torku Şekerspor
- 2016 –  Torku Şekerspor
- 2017 –  Torku Şekerspor
- 2019 –  Salcano Sakarya BB Team
- 2020 –  Team Sapura Cycling
- 2021 –  Team Sapura Cycling
- 2022 –  Wildlife Generation Pro Cycling
- 2023 –  Spor Toto Cycling Team
- 2024 –  Spor Toto Cycling Team
- 2025 –  Spor Toto Cycling Team

Akırşan · Atalay · Bakırcı · Bileka · Çelik · Dazkırlı · Gabrovski · Hretsjyn · Kal · Keleş · Metloesjenko · Örken · Özcan · Reis · Sayar · Usta
Akdilek · Akırşan · Atalay · Bakırcı · Çelik · Dazkırlı · de la Fuente · Hretsjyn · Kal · Metloesjenko · Mizoerov · Örken · Özcan · Reis · Sayar · Sert · Usta
Akdilek · Akırşan · Atalay · Bakırcı · Cobo · de la Fuente · Hretsjyn · Kal · Keleş · Köse · Metloesjenko · Örken · Reis · Şamlı
Akdilek · Akırşan · Akşoy · Atalay · Bakırcı · Hretsjyn · Kal · Keleş · Köse · Marczyński · Örken · Reis · Şamlı · Seeldraeyers
Akdilek · Akırşan · Akşoy · Atalay · Bakırcı · Keleş · Köse · Örken · Reis · Şamlı · Sayar
Akdilek · Atalay · Bakırcı · Balkan · Balykin · Chirico · Dilek · Keleş · Örken · Özgür · Reis · Şamlı · Sayar